# Daniel Solander
Daniel Carlsson Solander, född 19 februari 1733 i Piteå landsförsamling, död 13 maj 1782 i London, var en svensk botaniker, naturforskare, naturhistoriker, upptäcktsresande och lärjunge till Carl von Linné.

## Ungdom och tidiga liv

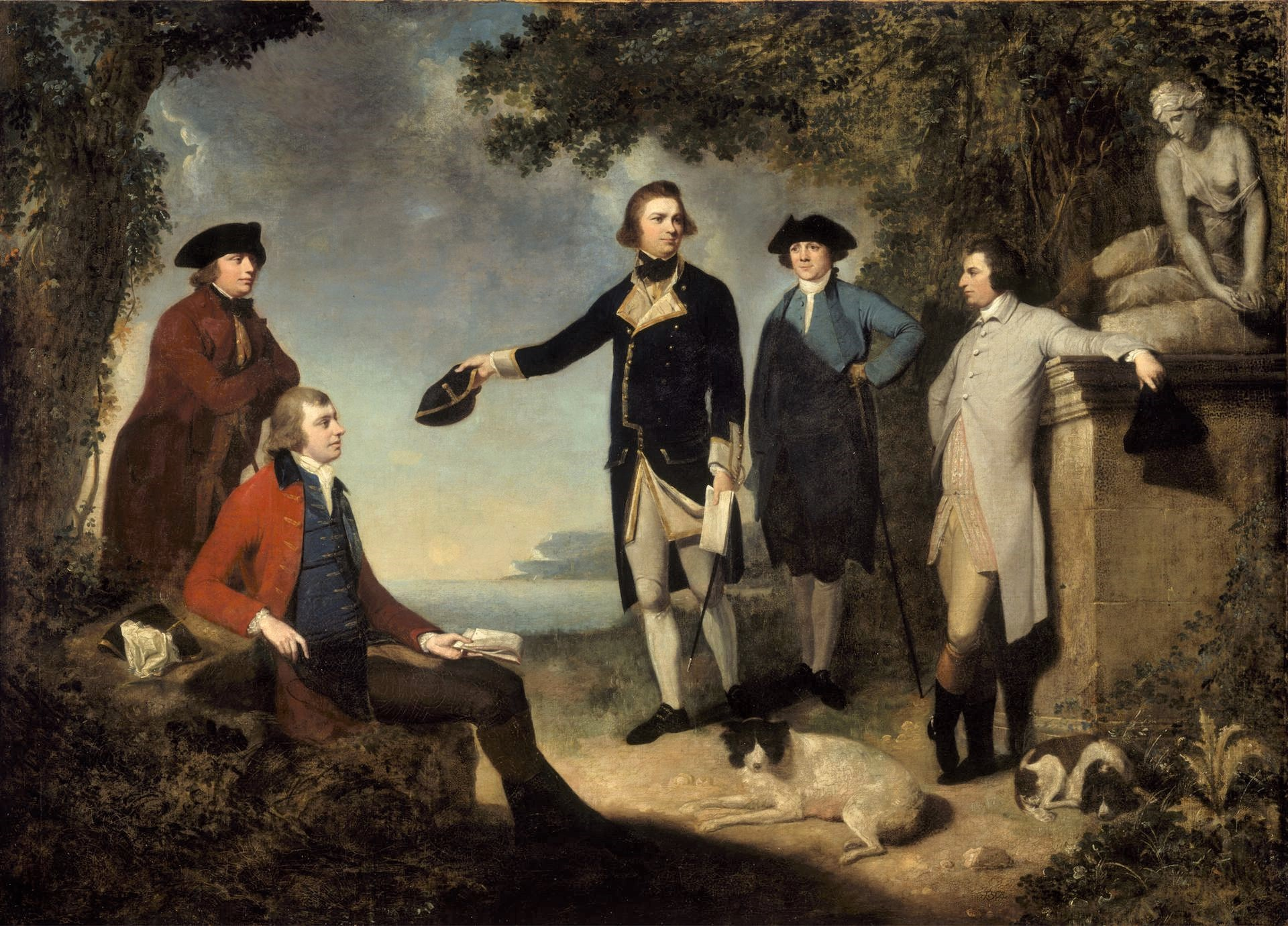
Daniel Solander, Sir Joseph Banks, kapten James Cook, John Hawkesworth och Lord Sandwich

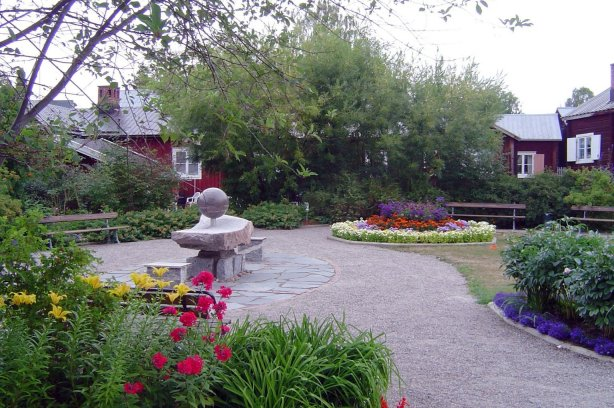
Solanderparken i Piteå.

Daniel Solander föddes i Piteå gammelstad 1733. Han var son till kontraktsprosten och riksdagsmannen Carl Solander och Magdalena Bostadia, och förblev hela livet ogift. Vid sjutton års ålder kom han till Uppsala och blev en av Linnés främsta lärjungar. År 1753 företog han en botanisk resa i Pite lappmark, och troligen även Torne lappmark 1755; insamlingarna finns i Riksmuseet och Bergianska trädgården.

## England
Av Linné sändes han 1759 till England, dit han anlände 1760, fördröjd av en sjukdom. Linné föreslog att han skulle utnämnas till professor i S:t Petersburg, men han avböjde. 1763 fick han tjänsten som biträdande bibliotekarie vid British Museum.

## Världsomsegling
Genom sin bekantskap med Joseph Banks kom han att deltaga i James Cooks världsomsegling med skeppet HMB Endeavour som för första gången kartlade och utforskade Nya Zeeland och Australien, som vid denna tid var mycket dåligt kända. Havsviken Botany Bay söder om Sydney, liksom udden Point Solander, fick sitt namn tack vare de botaniska fynd som Solander gjorde där vid landstigningen 1770, även ögruppen Solanderöarna namngavs efter honom. 1772 företog han med Banks och Uno von Troil (sedermera ärkebiskop) i en resa till Island.

## British Museum
Från 1773 var Solander verksam som konservator vid British Museum, År 1764 erhöll han medlemskap i Royal Society, och blev 1771 och omkring 1763 utnämnd till hedersdoktor vid Universitetet i Oxford i juridik respektive medicin. År 1773 invaldes han som utländsk ledamot nummer 86 av Kungliga Vetenskapsakademien. 

## Eftermäle
Daniel Solander blev under seglatsen med kapten James Cook och botanisten Joseph Banks ombord HMS Endeavour den första svensken, tillika den första personen med universitetsutbildning, att sätta sin fot i Australien. Daniel Solander räknas som en av Englands främsta naturhistoriska auktoriteter. Han har hedrats med att få platser runt om i världen uppkallade efter sig. Till exempel i England, Australien (Cape Solander, Botany Bay), Kanada (Solander Island i British Columbia) och i Nya Zeeland (Solander Islands söder om sydön). För att hedra minnet av Daniel Solander har Solanderföreningen bildats 1999. I hans hemstad Piteå finns Solandergården och Solanderparken och år 2007 invigdes en vetenskapsby, SolanderScience Park, med hans namn. Det finns även en skola i Öjebyn som heter Solanderskolan och en vandringsled mellan Piteå och grannstaden Luleå som heter Solanderleden. 2001 utgavs frimärken i en samutgåva mellan Sverige och Australien som minne av Solanders botaniska upptäckter i Australien. I Hammarbyhöjden i Stockholm är Solandergatan uppkallad efter honom.
Växten Banksia solandri och Asteroiden 13788 Dansolander är uppkallade efter honom.
Auktorsnamnet Sol. används för Daniel Solander i samband med ett vetenskapligt namn inom botaniken. Näveväxten Geranium solanderi är uppkallade efter Daniel Solander.
Solander uppfann Solander-lådan som används i bibliotek och arkiv för att förvara trycksaker, dokument, böcker etc arkivbeständigt. Solander konstruerade lådan när han arbetade på British Museum med katalogisering av den naturhistoriska samlingen. Lådan är vanligtvis tillverkat av kraftig kartong eller trä och har ett lock för att skydda till innehållet.